# Alt St. Katharina

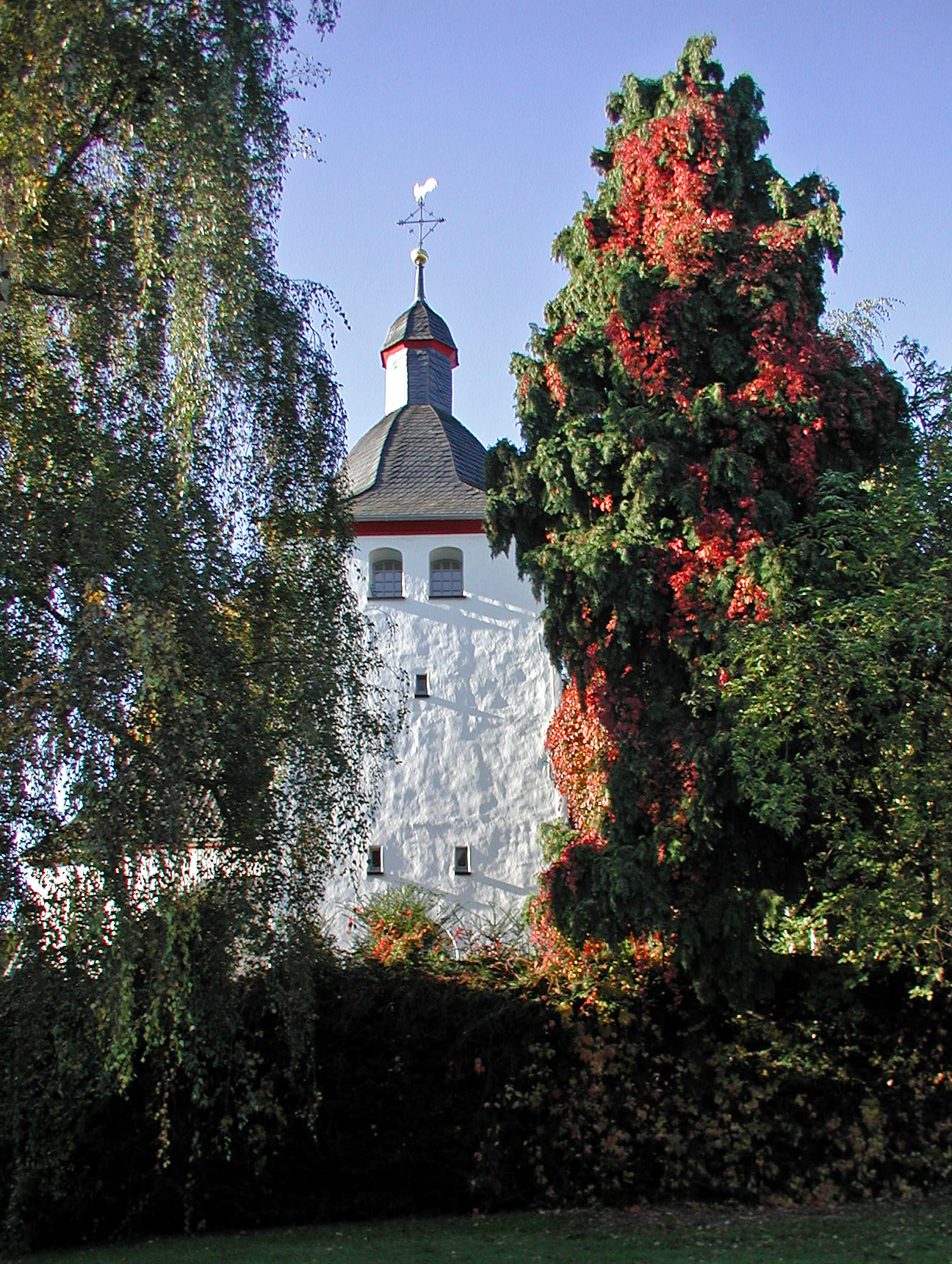
Ehemalige katholische Pfarrkirche von 1696

Die ehemalige Pfarrkirche Sankt Katharina in Alt-Hürth gilt als ältestes noch erhaltenes Kirchenbauwerk der Stadt Hürth. Am Ende des 13. Jahrhunderts wurde die Kirche erstmals im Liber valoris erwähnt. Seit der Einweihung der neoromanischen neuen Pfarrkirche wird „Alt Sankt Katharina“ nicht mehr zweckdienlich genutzt.

## Geschichte
Die exakte Gründungszeit der Kirche ist nicht zu belegen. Ob schon in karolingischer Zeit eine Kapelle bestand, ist fraglich. Die im „Liber valoris“ vermerkte Kirche war eine Eigenkirche der Hürther Burgherren.

### Mittelalter
Ein erstes Gotteshaus in Hürth errichteten wahrscheinlich die dortigen Burgherren als kleine Burgkapelle. Von einer später erbauten Kirche waren im Jahr 1695 nur noch baufällige Reste vorhanden. Der Turm bestand in seiner unteren Hälfte aus Tuffstein, der restliche Turm war aus Lehmziegeln errichtet worden. Das Turminnere erlaubte Rückschlüsse auf die Entstehungszeit des Bauwerkes. Ansätze eines Gewölbes und ein gotisches Fenster lassen auf Errichtung des Kirchenbaus zu Beginn der Gotik schließen. Als noch älter wird der Unterbau des Turmes angesehen.

### Frühe Neuzeit
St. Katharina wurde im Jahr 1695 durch die Gemeinde erbaut und durch den Kölner Abt der Abtei Groß-Martin am Festtag seiner Schutzpatronin, der heiligen Katharina, am 25. November 1696 geweiht.
Der Unterbau des Kirchturmes war offenbar noch tragfähig und blieb erhalten, sodass auf ihm der Turm als Steinbau wieder hergestellt werden konnte. 1691 erhielt er eine Bedachung in Form einer barocken Haube. Das neue Gotteshaus wurde als einschiffige Kirche errichtet, deren Westseite erhielt kräftige Strebepfeiler. Die Bauherren beabsichtigten wohl ursprünglich, in späterer Zeit ein Gewölbe einzuziehen, was jedoch nie verwirklicht wurde. Das Kirchenschiff erhielt eine flach eingezogene, verputzte Balkendecke. Das neue Bauwerk, in nord-südlicher Ausrichtung angelegt, schließt an der Nordseite mit einem halbrunden (3/8) Chor ab. Rosellen hebt in diesem Zusammenhang hervor: „Beim Neubau der Kirche wurde der Turm erhalten, und bekam seine Stelle an der östlichen Seite (…) da wo Chor und Schiff zusammenstoßen.“, daraus ist zu schließen, dass der Vorgängerbau wahrscheinlich in der traditionellem Ost-West-Richtung stand.
Einschließlich einer in den 1780er Jahren durchgeführten Verlängerung hat das Bauwerk eine Länge von 25,5 Meter, wovon 8 Meter dem Chor zuzurechnen sind. Die Breite des Bauwerks beträgt 7 Meter.

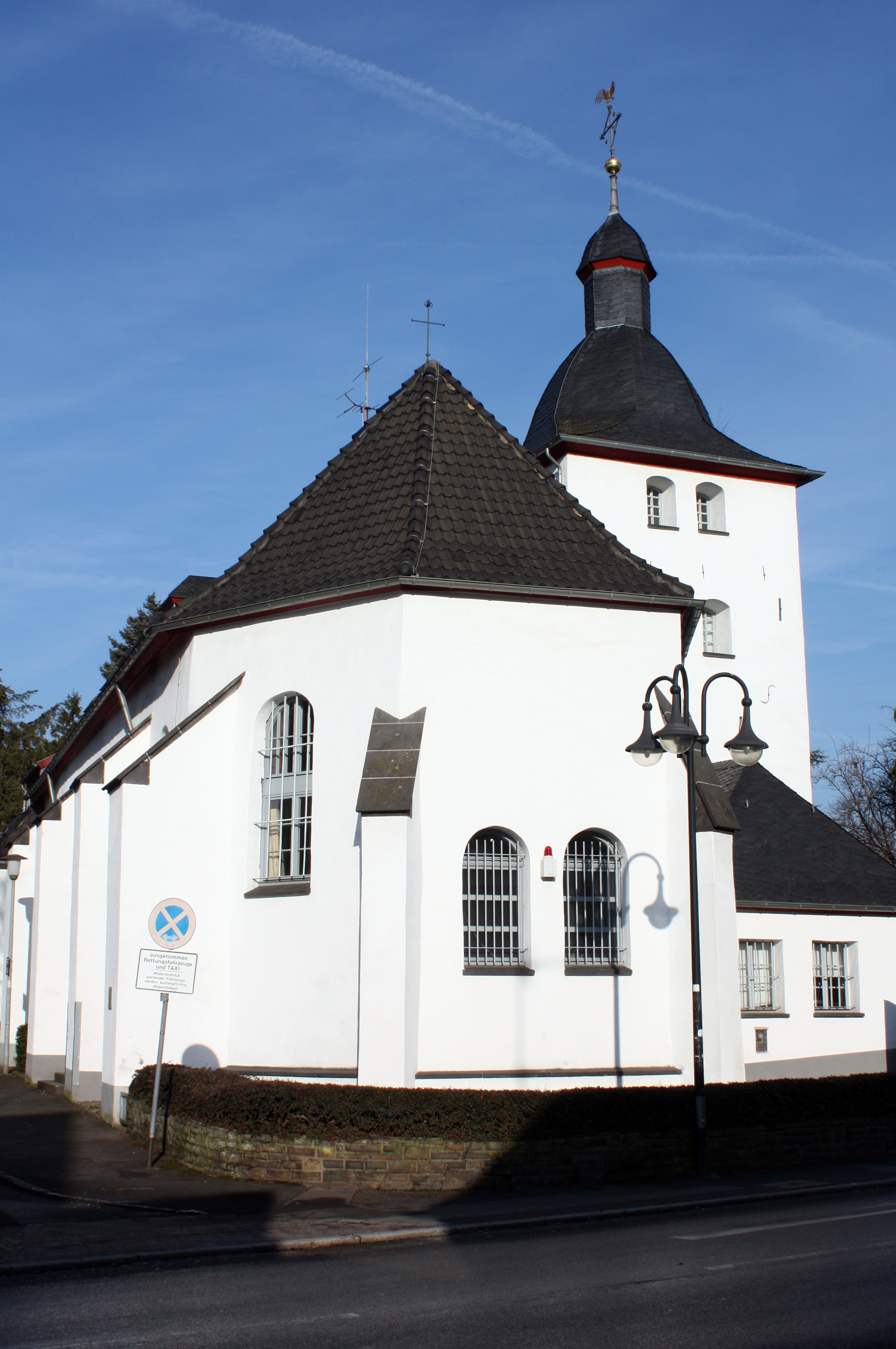
Südseite
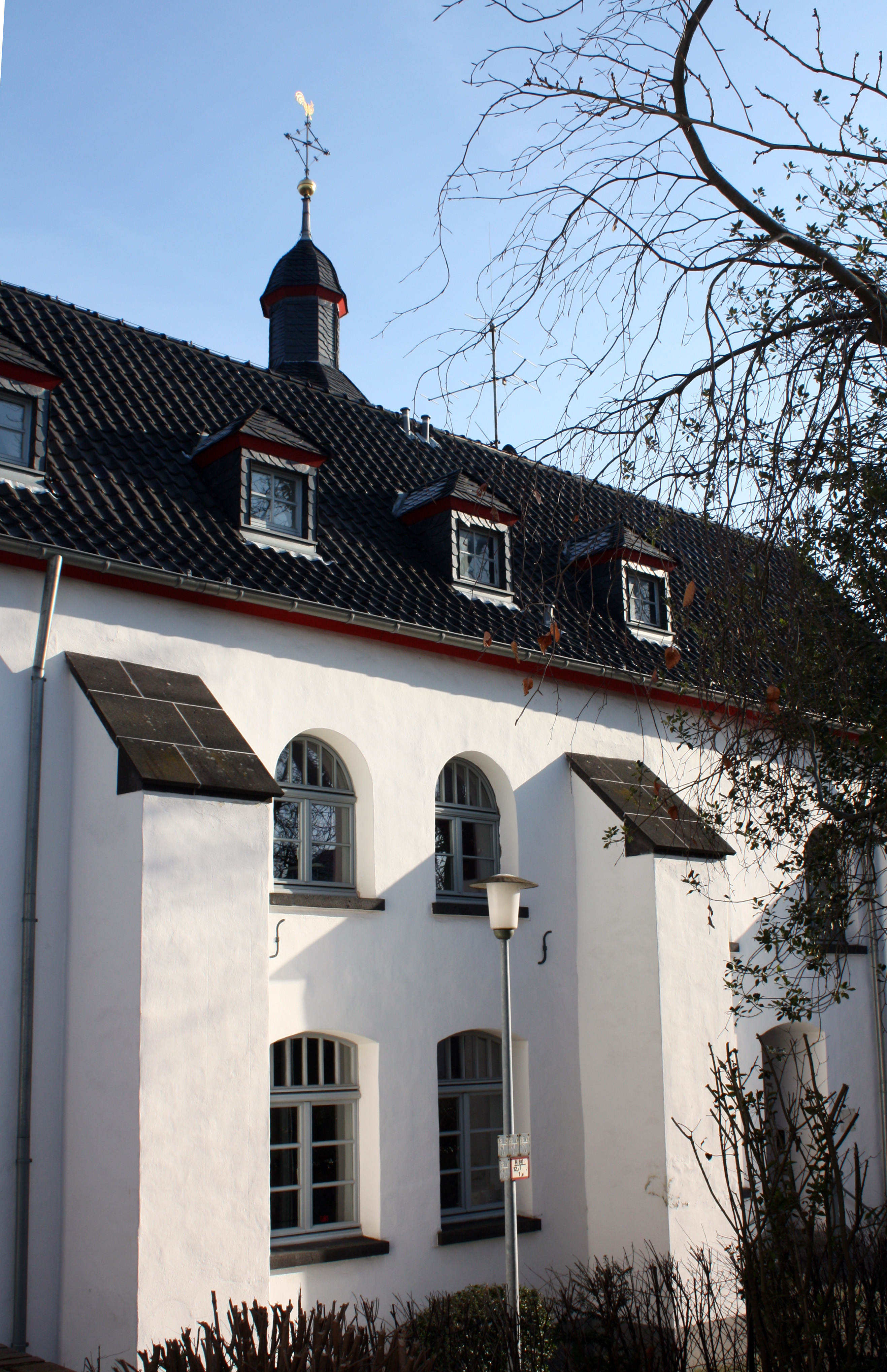
Westseite mit Strebewerk
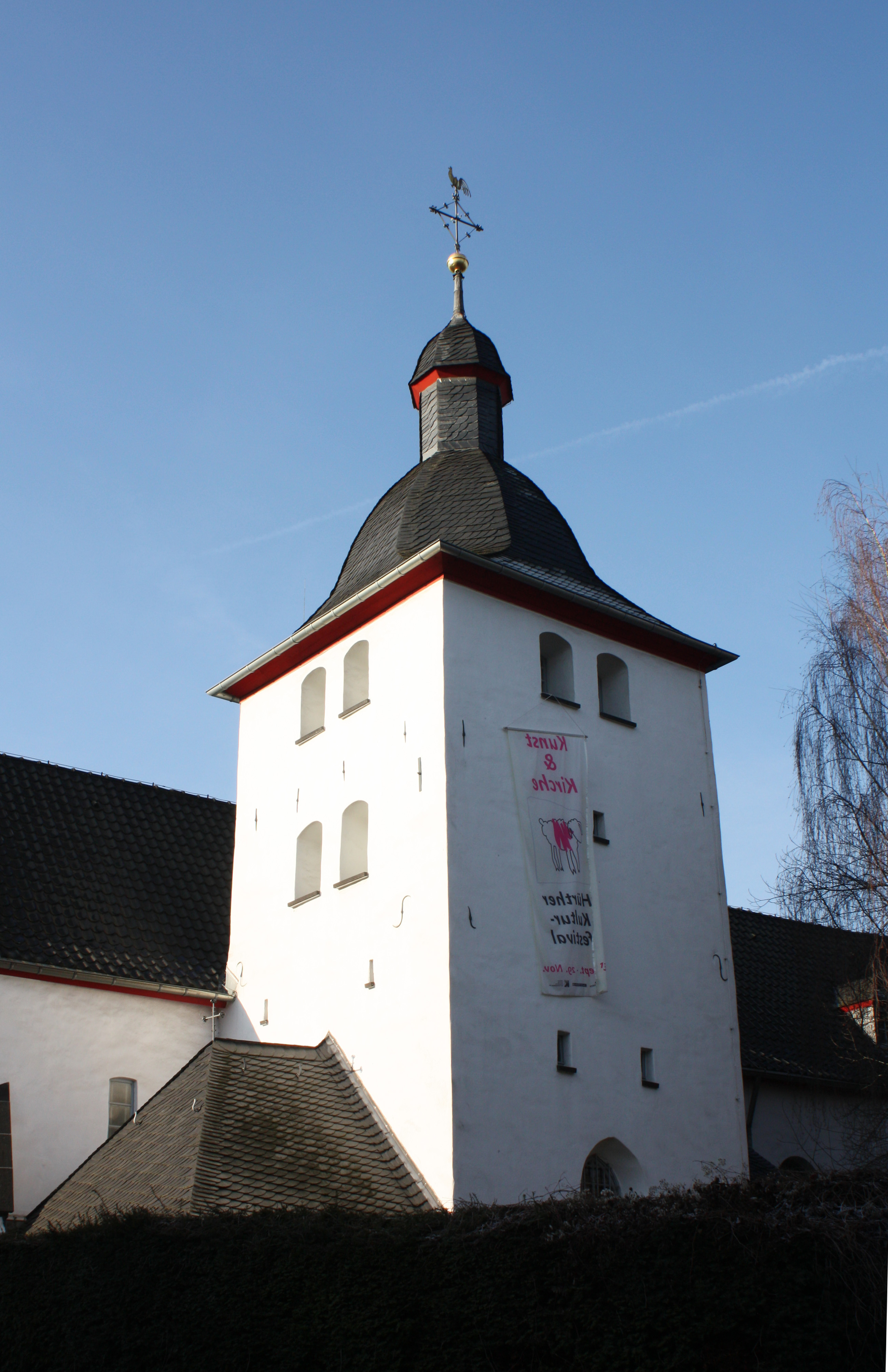
Süd-Ostseite
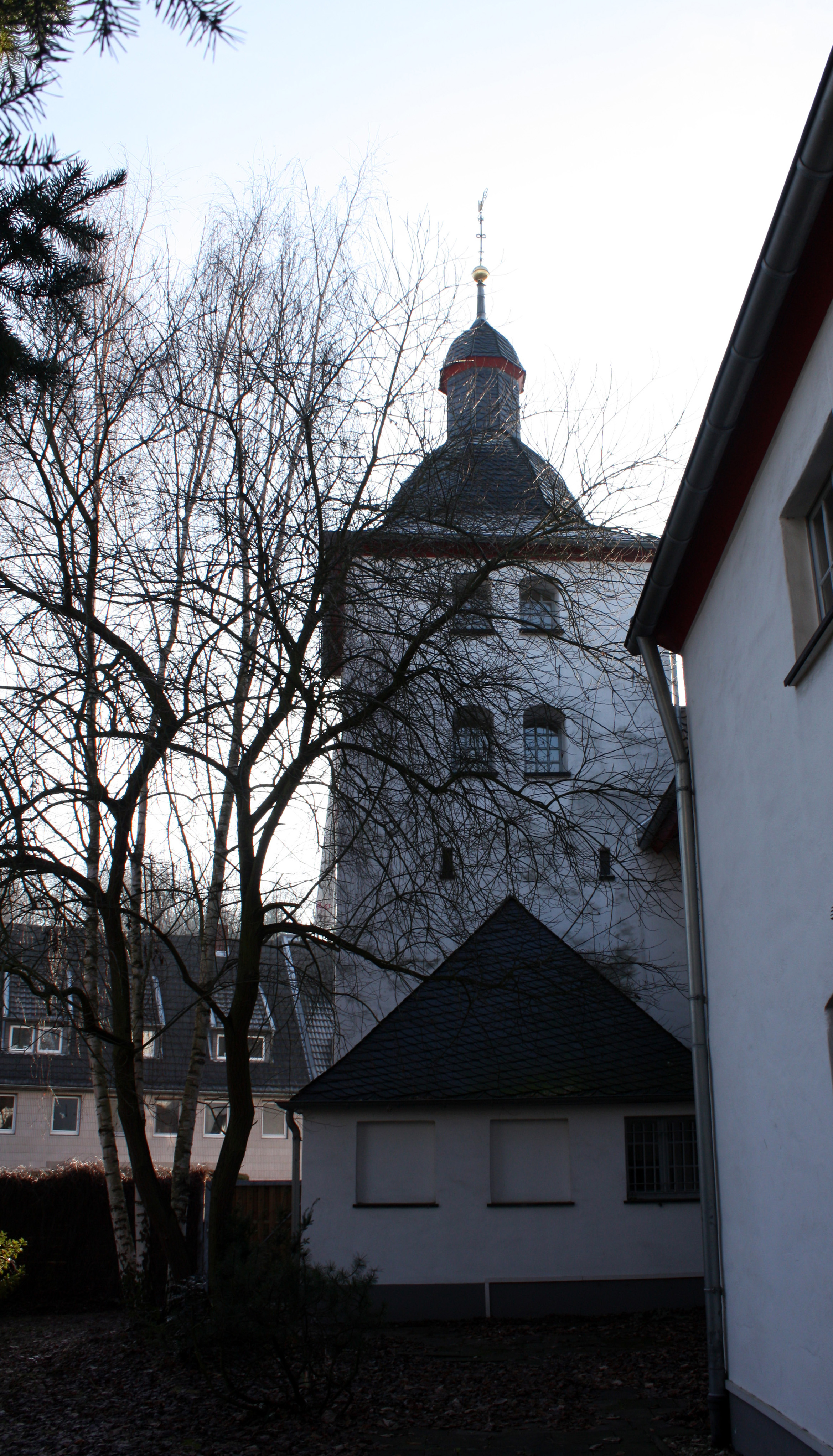
Turm von der Nordseite

Im Jahr 1802 wurde im Eckzwickel von Chor und Turm an der Nordwestseite eine kleine Sakristei angefügt. Der Einbau einer Orgelbühne erfolgte in den 1830er Jahren. Der Glockenstuhl im Turm trug drei Glocken, die von den Glockengießern G. Claren zu Sieglar und Andreas Rodenkirchen zu Deutz gegossen worden waren.
Die noch heute an der „Weierstraße“ gelegene Kirche verfügte bis zum Jahr 1830 über einen direkten Zugang zur ehemaligen, westlich neben ihr gelegenen Hürther Burg. Eine kleine Brücke über den dortigen vom Duffesbach gespeisten Weiher verband Kirchen- und Burggelände.

#### Innenausstattung

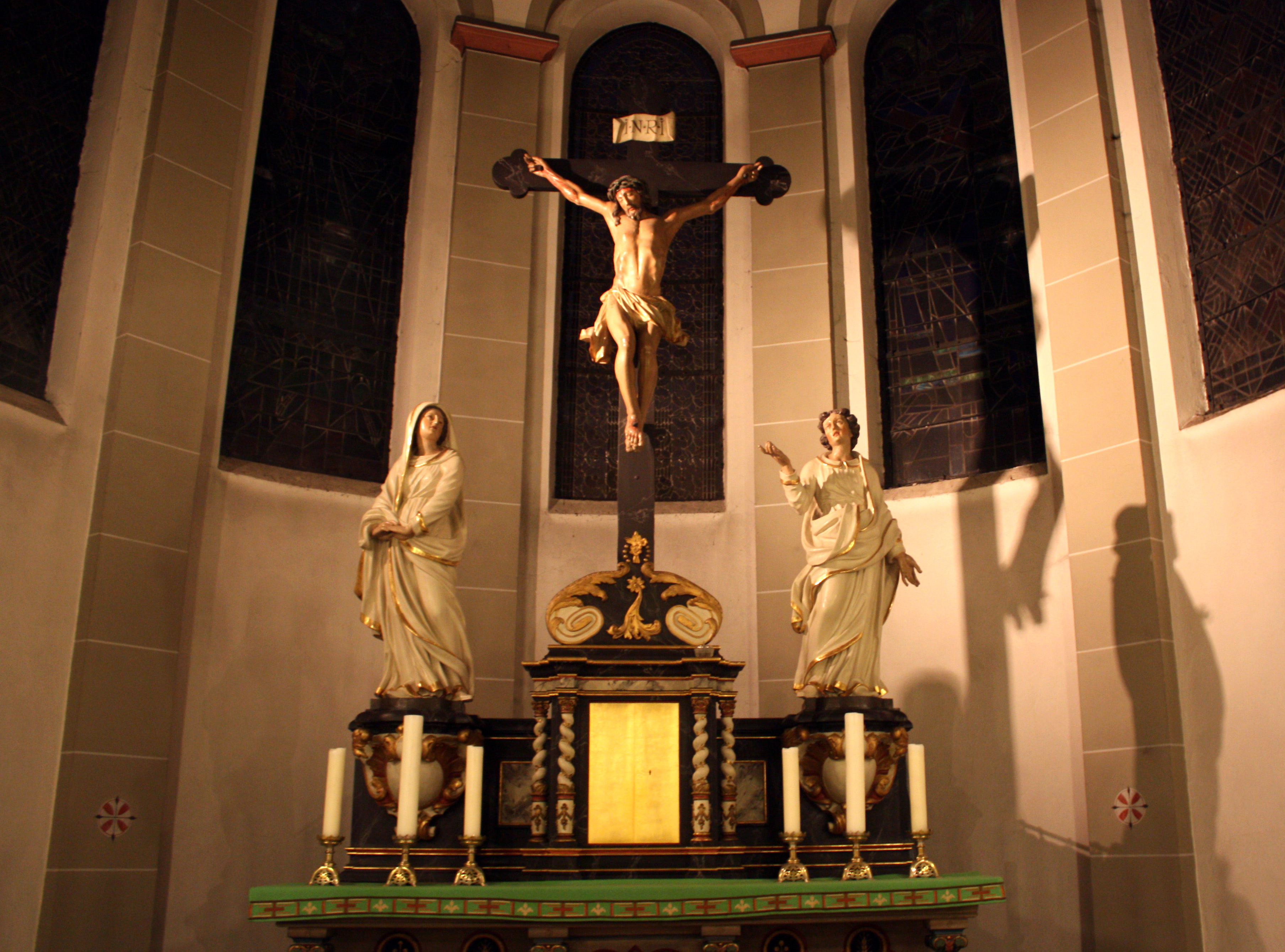
St. Katharina Altar mit barocker Kreuzgruppe aus dem ehem. Kloster Burbach

Bei der Ausstattung der Kirche beschrieb „Rosellen“ das Inventar der Kirche zu seiner Zeit, und er recherchierte auch die Umstände ihrer Herkunft. Viele Stücke entstammten demnach aus zerstörten oder aufgehobenen Klosterkirchen Kölns sowie auch aus solchen der näheren Umgebung Hürths.
Sankt Katharina war mit drei Altären ausgestattet. Von alter Zeit her war der Hochaltar der heiligen Dreifaltigkeit geweiht. Der Nebenaltar auf der Epistelseite war der Patronin der Kirche, der Märtyrerin und Heiligen Kathrina geweiht. Der zweite Seitenaltar stand links des Hochaltares auf der Evangelienseite. Er war dem Heiligen Benedictus sowie der Heiligen Barbara geweiht. Die im Rokokostil gefertigten Altaraufsätze stammten aus Klosterkirchen (ohne weitere Angaben), die Beichtstühle aus der Franziskaner-Klosterkirche zu Lechenich. Eine barocke Kreuzigungsgruppe kam aufgrund der Ereignisse der Säkularisation aus dem benachbarten ehemaligen Zisterzienser-Kloster Burbach nach Hürth. Ebenfalls aus dem Kloster Marienborn soll nach Clemen eine barocke Statue „Maria mit Kind“ stammen. Diese Gegenstände befinden sich zum großen Teil in der heutigen jenseits des großen Kirchhofes gelegenen und ebenfalls der gleichen Heiligen geweihten Pfarrkirche St. Katharina am Brabanter Platz / Ecke Lindenstraße.

#### Pfarrhaus

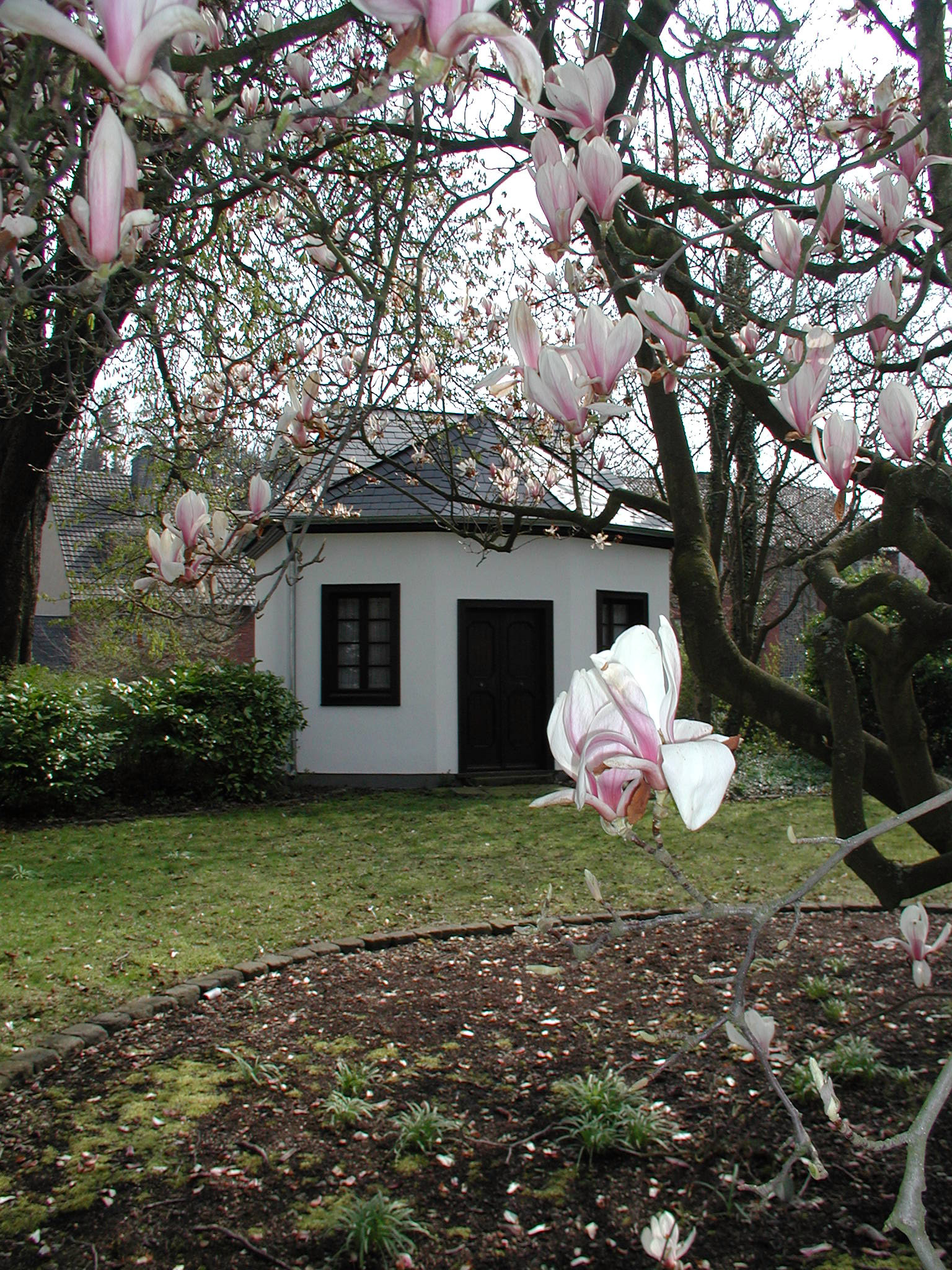
Denkmalgeschütztes Gartenhaus im Pfarrgarten

Das Pfarrhaus stand bis 1866 ziemlich in der Mitte des Dorfes zwischen Schmidt- und Weiherstraße in der heutigen Pastoratsstraße. Dem letzten dort wohnenden Pfarrer Peter Klinkhammer (1830–1883) genügte das baufällige Haus nicht, und er zog in ein mit seinem Schwager Löhrer erbautes Hofgebäude in der Lindenstraße. 1865 kaufte dann die Zivilgemeinde das Burggelände mit einem dort neu auf den Fundamenten des alten Herrenhauses der ehemaligen Burg errichten Wohngebäude. Ein Jahr später tauschte die Kirchengemeinde einen Teil des Areals – nach „Rosellen“ hatte das Gelände eine Größe von 2 Morgen, 6 Ruthen und 40 Fuß – gegen das Grundstück in der Pastoratsstraße und nutzt das Haus seitdem als Pfarrhaus. Der ehemalige Burggarten dient als Pfarrgarten. Das übrige Kirchengelände ging dann aufgrund eines preußischen Gesetzes vom März 1880 ebenfalls in den Besitz der katholischen Kirchengemeinde über.

### Ende als Pfarrkirche
Durch stetiges Anwachsen der Bevölkerung, die wie im Umland auch in Hürth überwiegend aus Katholiken bestand, bot St. Katharina den Gläubigen nicht mehr genügend Raum. Da aufgrund ihres Alters eine Erweiterung ausschied, wurde der Neubau einer größeren Kirche beschlossen. Nach deren Errichtung in den Jahren 1894/95 wurde Sankt Katharina profaniert. Das Gebäude stand lange Zeit leer und verfiel zusehends. Ab dem Jahr 1905 befasste man sich mit Vorschlägen zum Teilabbruch des alten Bauwerks, bis 1914 die so genannten „Hiltruper Schwestern“ die alte Kirche als Klosterfiliale des Ordens der Missionsschwestern vom Heiligsten Herzen Jesu einrichteten. Deren Bedürfnissen entsprechend, wurde in das Kirchenschiff ein Zwischengeschoss eingezogen, sodass Chor und Schiff nun durch ein Treppenhaus getrennt waren. Die bisher vorhandenen hohen Fenster des Kirchenschiffes wurden entfernt und von wesentlich niedrigeren Exemplaren in den nun zwei Geschossen ersetzt. Neben der Erneuerung des Dachstuhls erfolgten an der Nordseite Um- und Anbauten.

## Heutige Nutzung
Nach den Schwestern des katholischen Frauenordens wurde die alte Kirche vielfältigen Zwecken dienlich. Sie diente als Kindergarten und Nähschule, sie war für geraume Zeit Sitz des Hürther Stadtarchivs, aber auch Ärztehaus und Dialysezentrum. Seit dem Jahr 2007 beherbergt sie die private Musikschule „Auftakt“. Die Betreiber der Musikschule ermöglichen in Kooperation mit dem Standesamt der Stadt Hürth seit 2008 interessierten Brautpaaren standesamtliche Trauungen in ihren Räumlichkeiten. Dazu dient entweder der Konzertsaal oder die Klosterkapelle. Im Konzertsaal finden regelmäßig Konzerte unterschiedlichster Musikrichtungen von Jazz bis Barock mit meist freiem Eintritt statt.

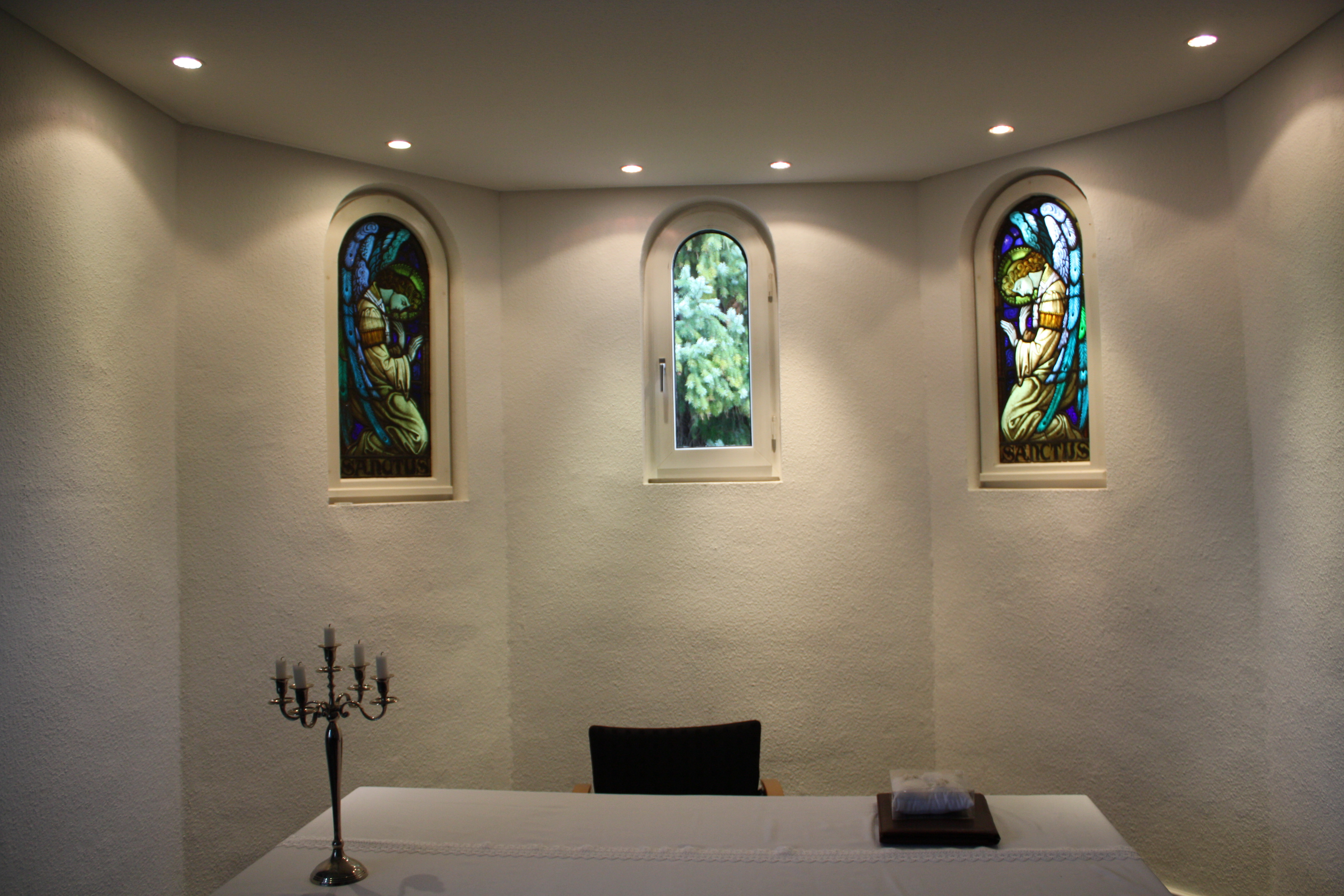
Ehemalige Klosterkapelle, Chor
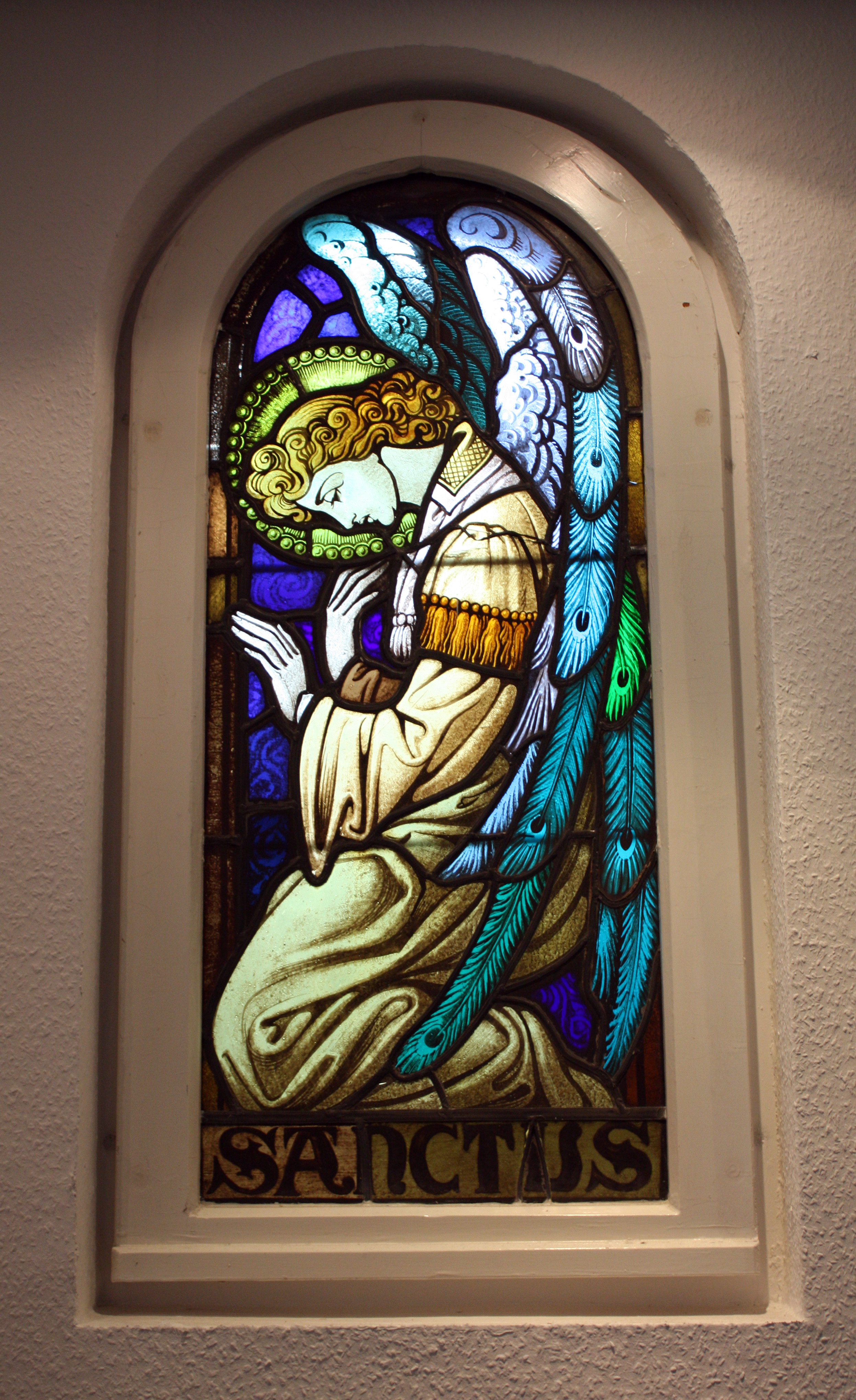
Ehemalige Klosterkapelle, Chorfenster
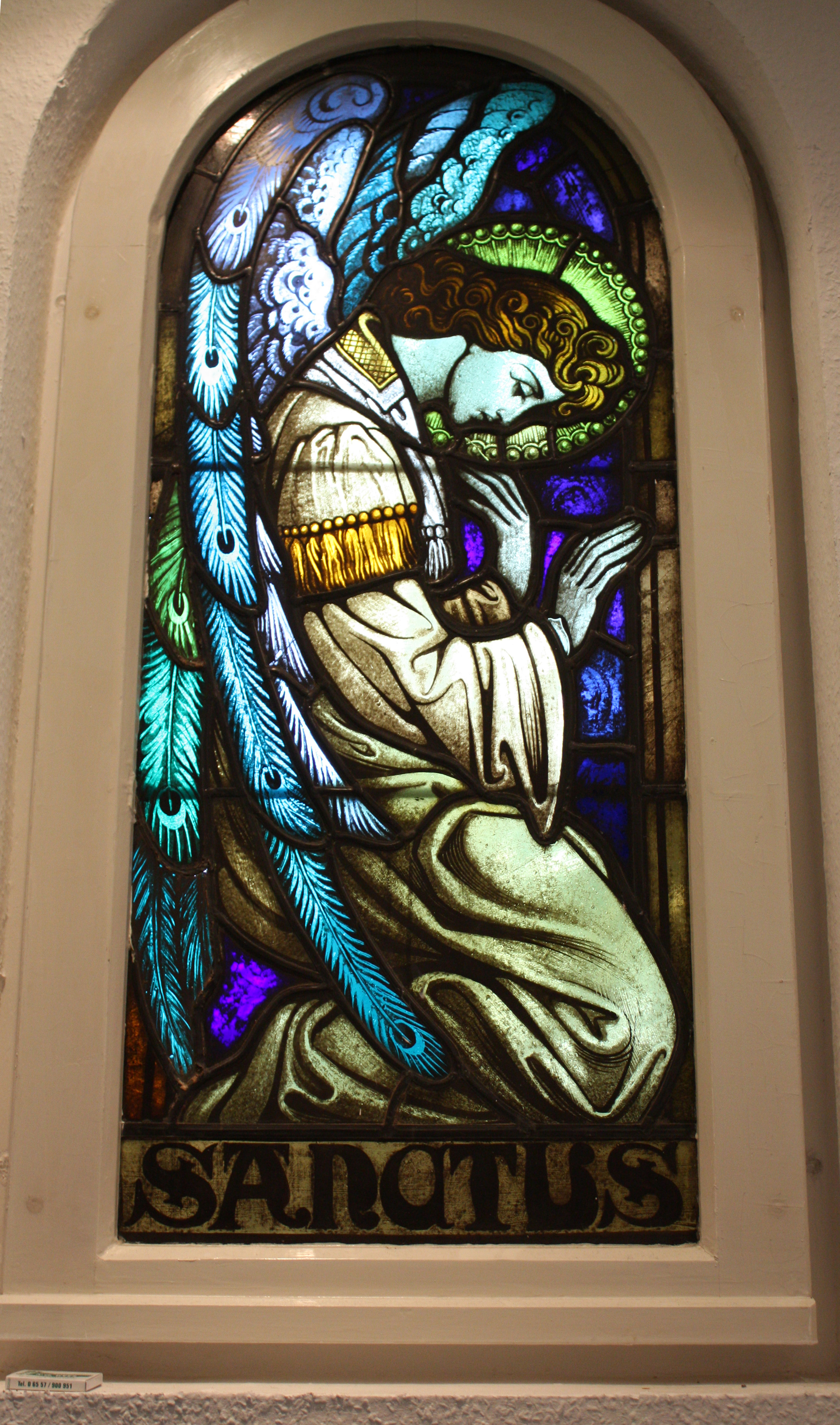
Ehemalige Klosterkapelle, Chorfenster
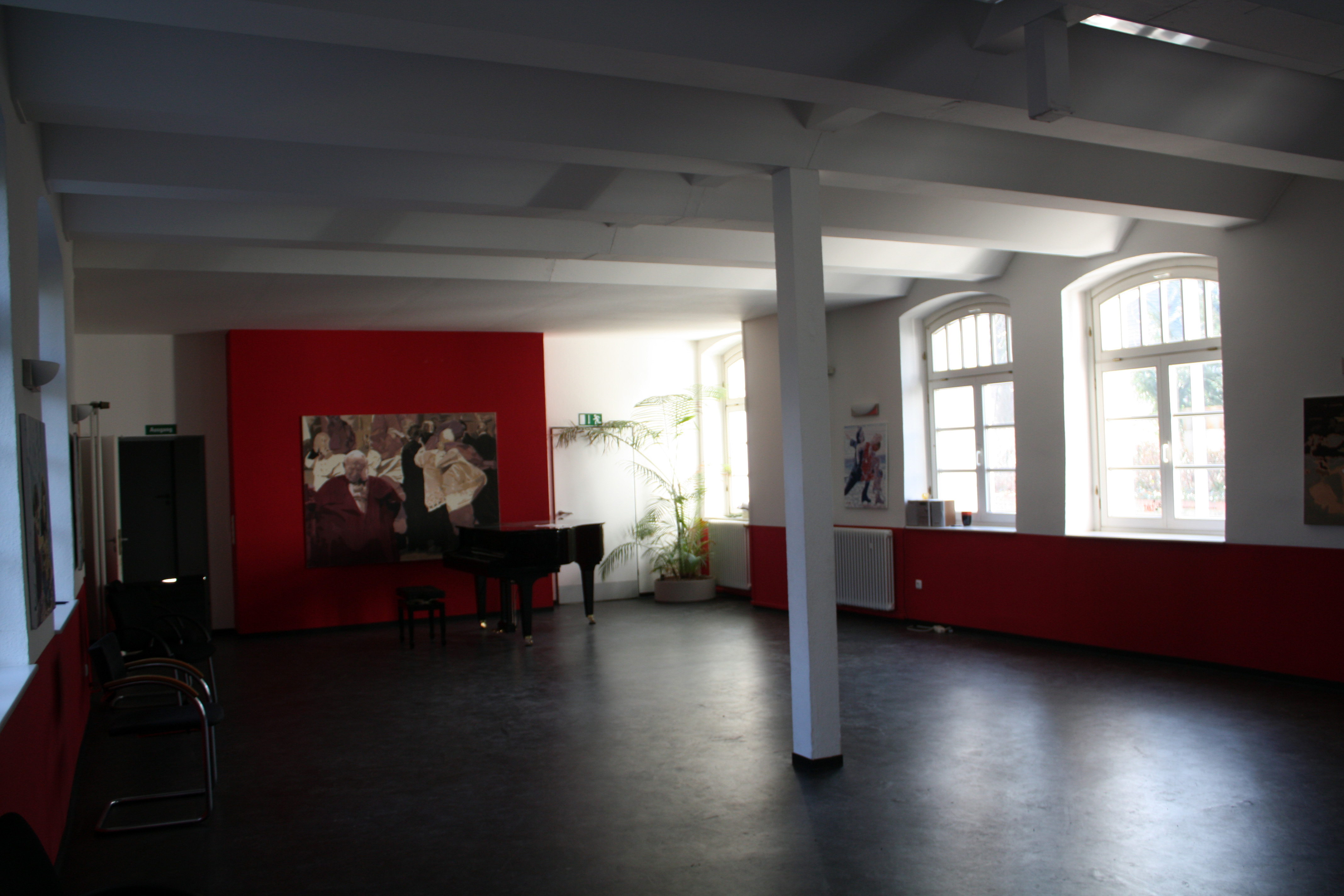
Teil des ehemaligen Kirchenschiffes

Das alte Gebäude wird trotz seiner anderen Nutzung auch heute noch „Alt Sankt Katharina“ genannt. Als Ensemble mit dem anliegenden alten Pfarr- und dem Gartenhaus markiert die alte Kirche einen Brennpunkt des Ortes. Schaut man vom Aussichtspunkt am Hochkreuz des Hürtherberges auf den Stadtteil hinab, fällt der Blick auf die markante alte Pfarrkirche. Das 1954 mit Kalkputz renovierte Bauwerk strahlt in leuchtendem Weiß, wobei sich der stämmige, quadratische Turm besonders abhebt. Er ist über den gepaarten Rundbogen, den Obergeschossfenstern der ehemaligen Glockenstube, mit einem barock geschweiften Dach ausgestattet, das von einer Laterne mit aufgesetztem Wetterhahn gekrönt ist.